# Thinempis turimetta
Thinempis turimetta är en tvåvingeart som beskrevs av Daniel J. Bickel 1996. Thinempis turimetta ingår i släktet Thinempis och familjen dansflugor. Inga underarter finns listade i Catalogue of Life.